# Arcidiecéze nazaretská
Arcidiecéze nazaretská (latinsky Archidioecesis Nazarena) byla římskokatolická diecéze, která pokrývala území Galileje.

## Stručná historie
V roce 1099, během první křížové výpravy dobyl Tankred z Hauteville území Galileje, kde založil Galilejské knížectví a v jeho rámci také nazaretskou arcidiecézi, která vznikla přesunutím již neexistující arcidiecéze Scythopolis. V roce 1115 vzniklo panství nazaretské, které ovládal nazaretský arcibiskup. V roce 1187, po bitvě u Hattínu se Nazaret dostal zpět pod muslimské panství a arcibiskupové utekli do Akkonu, pak se po šesté křížové výpravě nakrátko do Nazareta vrátili, ale v roce 1291 arcibiskupové utekli do Evropy a již se nevrátili. Papežové nadále jmenovali nazaretské arcibiskupy, mezi jejichž prebendami byla i Barletta (spadající pod pravomoc arcibiskupa v Trani). Právě v Barlettě začali nazaretští arcibiskupové rezidovat, a to možná již ve 14. století. Arcidiecéze byla postupně sloučena s diecézemi Canne a Monteverde, arcibiskupové byli bezprostředně podřízení Svatému Stolci. Jejich katedrálou byl nejprve kostel Panny Marie Nazaretské za hradbami (extra moenia) Barletty, zničený v roce 1528 a nahrazený v roce 1570 kostelem Panny Marie Větší uvnitř města. Arcidiecéze nazaretská v Barlettě byla zrušena papežem Piem VII. v roce 1818, diecéze Monteverde byla připojena k diecézi Sant'Angelo dei Lombardi, diecéze Canne a Nazaret se staly součástí arcidiecéze Trani. Papež Lev XII. udělil v roce 1828 arcibiskupům v Trani titul arcibiskup nazaretský, který používají dodnes.